# Be-Mine Cross

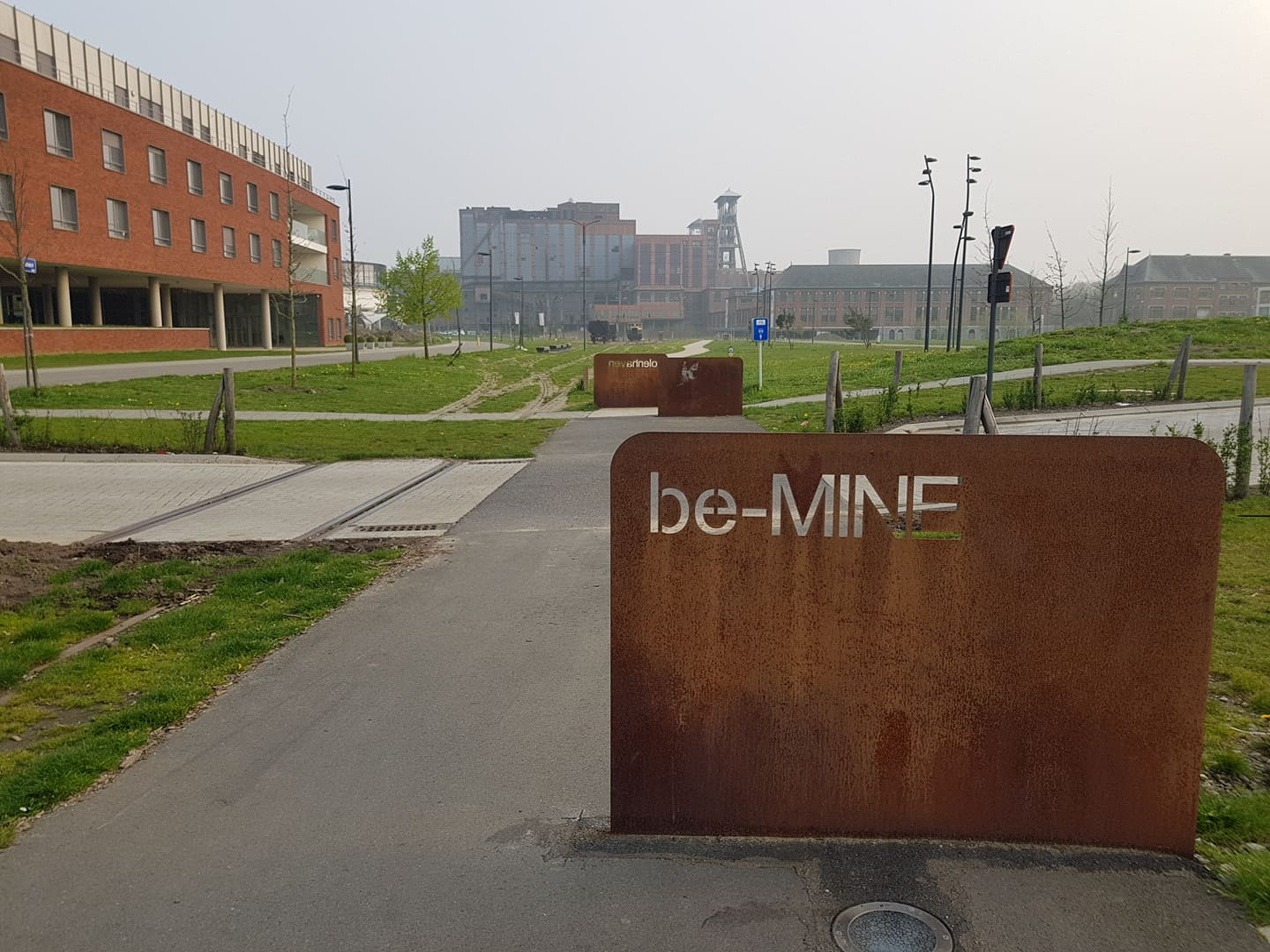
Das ehemalige Bergwerksgelände ist Schauplatz des Be-Mine Cross.

Der Be-Mine Cross ist ein Cyclocrossrennen, das im belgischen Ort Beringen ausgetragen wird.

## Geschichte
Das Rennen fand erstmals 2019 statt, als Ersatz für den GP van Hasselt, dessen Terrain unbrauchbar geworden war. Das Rennen in Beringen findet auf der Bergehalde der ehemaligen Steinkohlenzeche statt. Das Bergwerksgelände wurde mittlerweile in ein Erlebniszentrum namens Be-Mine umgewandelt, die Halde fungiert als Mountainbikepark. Aufgrund des Schauplatzes enthält der Parcours für ein Cyclocrossrennen ungewöhnlich viele Steigungen und dazu steile Abfahrten.
Das Rennen findet jeweils in der ersten Saisonphase im September oder Oktober statt. Es ist Teil von Exact Cross, einer losen Rennserie ohne Gesamtwertung. Die belgischen Cyclocross-Meisterschaften 2026 sollen in Beringen stattfinden. Im Vorgriff darauf wurde der Parcours ab 2023 etwas entschärft und enthält nun weniger Steigungen.

## Siegerliste

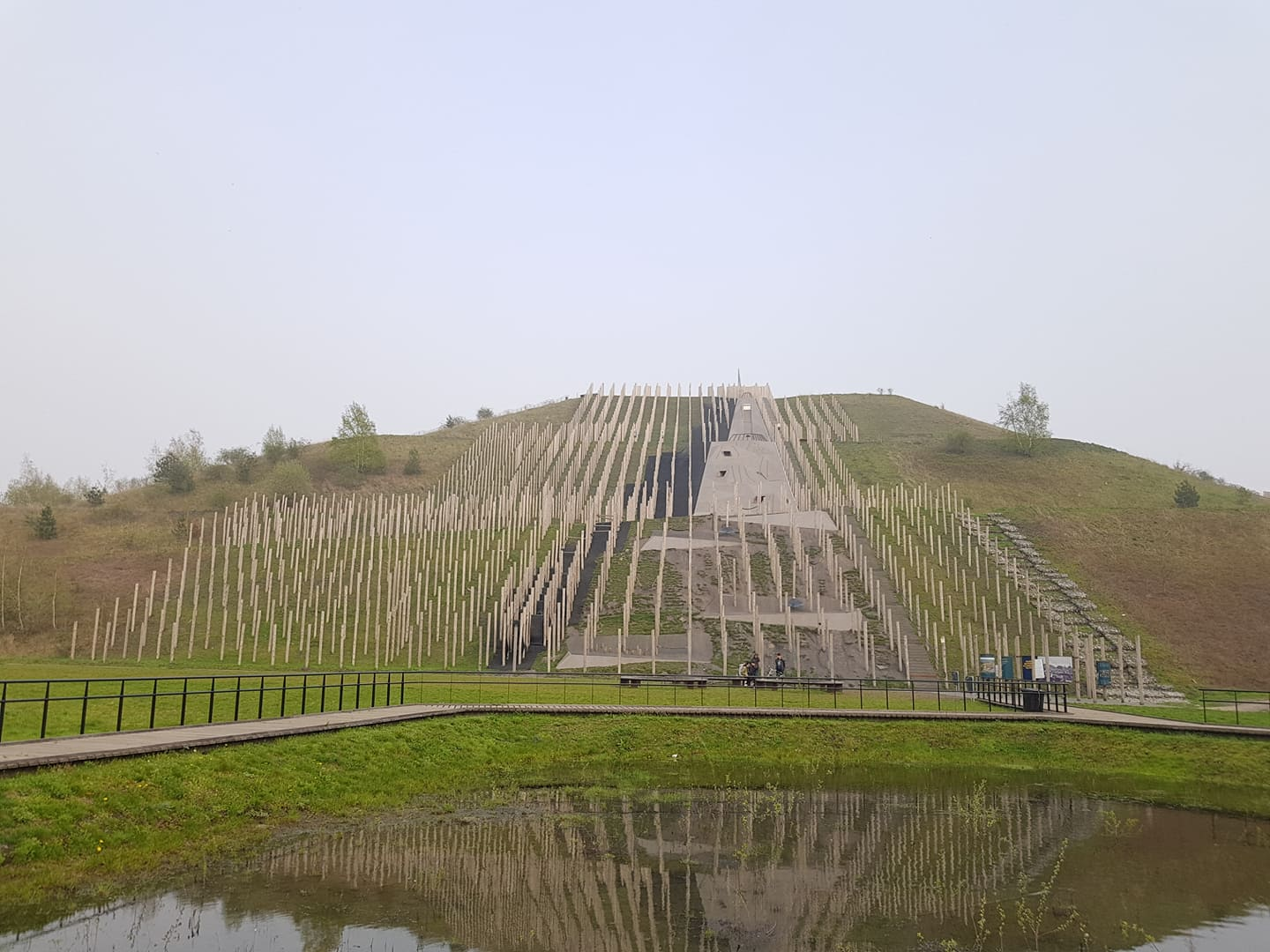
Die Bergwerkshalde wird während des Rennens erklommen.

### Männer
- 2019:  Quinten Hermans
- 2020:  Toon Aerts
- 2021:  Eli Iserbyt
- 2022:  Eli Iserbyt
- 2023:  Thibau Nys
- 2024:  Lars van der Haar

### Frauen
- 2019:  Annemarie Worst
- 2020:  Denise Betsema
- 2021:  Yara Kastelijn
- 2022:  Fem van Empel
- 2023:  Fem van Empel
- 2024:  Fem van Empel